# 湯の花通り商店街

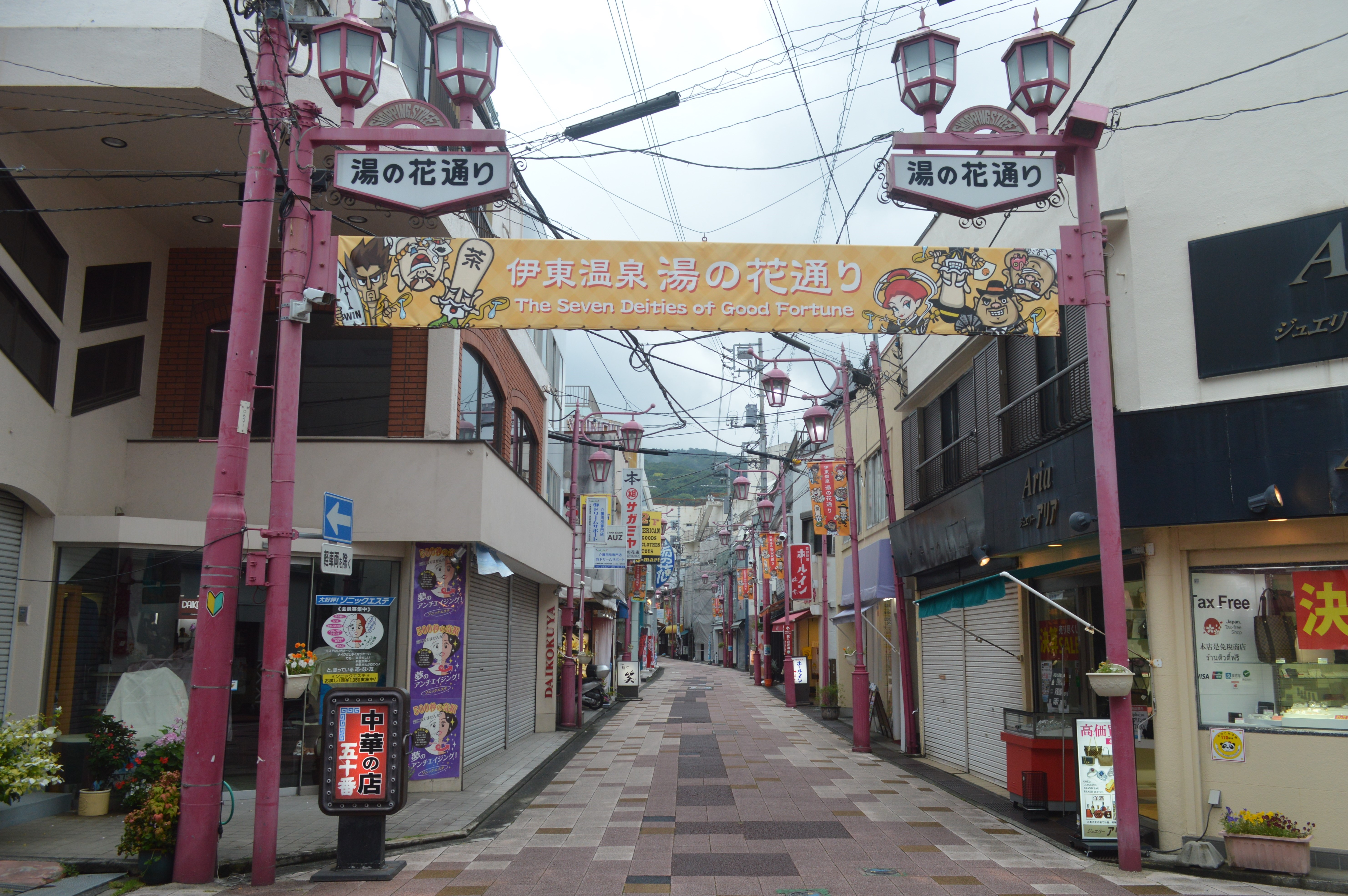
商店街内部

湯の花通り商店街（ゆのはなどおりしょうてんがい）とは、静岡県伊東市の商店街。

## 概要
伊東駅の出口（東側）から少し南下して、十字路的になっている場所から、猪戸(ししど)通りへと南東に向かって直線的に伸びている「湯の花通り」に形成されている商店街であり、猪戸通りに面する南東の出口の正面には、「キネマ通り商店街」の北西入口がある。（言い換えれば、「キネマ通り商店街」と伊東駅をつなぐ位置に、「湯の花通り商店街」がある。）
メインとなる通りの直線部分だけでなく、駅側の入口周辺の店舗や、隣接するマックスバリュ伊東駅前店の裏側に回り込む通りの店舗も、商店街に含まれる。
「湯の花通り」は戦後の闇市から出発し、一時は「湯の花銀座通り」とも呼ばれていたが、現在の名前に落ち着いた。

## 店舗

### 飲食店
- 入船（寿司）
- 伊豆鮮魚商 まるたか（海鮮料理）
- 備屋(びんや)珈琲店 自家焙煎工房
- 寿司の海女屋
- 味の飯(まんま)や 笑(えみ)（居酒屋）
- 中華 味菜(あじさい)
- 中華の店 五十番
- そば処 壺ふじ
- 楽味家 まるげん（海鮮料理）
- 食処 うめはら（居酒屋）
- 笑(しょう)あん（和食）
- うなきん きんごろう（うなぎ、海鮮料理）
- NANKURU（イタリア料理）

### 食料品・土産品
- 徳造丸 海鮮家 伊東駅前店（水産加工品）
- サザンカ 本店（ベーカリー）
- 杉養蜂園 伊東店（はちみつ、ソフトクリーム）
- 梅家 湯の花店（和菓子）
- 村田くだもの店
- 山城屋（わさび）
- 松田椿油店
- ひもの専門店 平田屋
- おかずのあんどう（惣菜）
- 今井商店（酒店）
- なないろおやつ（洋菓子/フィナンシェ）
- 市川製茶 湯の花通り店

### その他
- コスモアシベ/キングアシベ（パチンコ）
- タケチカメラ/武智たばこ（写真館、タバコ）
- なかや毛糸店
- UNTITLED（美容院）
- 青木堂（バッグ）
- メイト（レディース）
- スーパーアトリエ（美容院）
- ドリームサポート（介護用品）
- アケミ洋装店（レディース）
- 時計・メガネ アンドー
- パルファン（レディース）
- メガネのフジワラ
- NPO R-ship 伊東支部（地域活性化）
- まち宿 集楽（ゲストハウス/宿泊）
- サロンドヨシナガ（ヘアサロン）
- 花の紫香園（花屋）

## お湯かけ七福神
商店街では、七福神をシンボルとしてフィーチャーしており、商店街一帯に、お湯かけ（願掛け）ができる小型の七福神の石像が配置されている。

## 周辺
南東には、猪戸通りを挟んで「キネマ通り商店街」がある。
また、「湯の花通り」と「駅前大通り（駅前いちょう通り）」の間には、「仲丸(なかまる)通り」があり、様々な飲食店が軒を連ねている。かつては「湯の花通り」と「仲丸通り」の狭間に、伊東駅周辺の商業を象徴する「東海ストア」（後、グリーンライフ東海、ヤオハン・グリーンライフ伊東店、マックスバリュ・グリーンライフ伊東店）があったが、2009年（平成21年）に閉店して後、大部分が駐車場になっている。